# 大日山廣司
大日山 廣司（おおひやま ひろし、1927年3月30日 - 没年不明 ）は、時津風部屋（当初は双葉山相撲道場）に所属した元力士。本名は石岡 廣司（いしおか ひろし）。兵庫県姫路市出身。173cm、113kg。最高位は西十両11枚目。得意技は右四つ、吊り。

## 経歴
1942年1月場所初土俵、1951年9月場所十両昇進。1954年1月場所限りで廃業した。

## 主な成績
- 通算成績：139勝138敗20休 勝率.502
- 十両成績：28勝43敗4休 勝率.394
- 現役在位：30場所
- 十両在位：5場所
- 各段優勝
  - 幕下優勝：1回（1951年5月場所）
  - 序二段優勝：1回（1945年6月場所）
  - 序ノ口優勝：1回（1944年1月場所）

### 場所別成績
| 1942年 （昭和17年） | （前相撲）              | x                  | （番付外）              | x                  |
| 1943年 （昭和18年） | （前相撲）              | x                  | 西序ノ口22枚目 2–6      | x                  |
| 1944年 （昭和19年） | 東序ノ口10枚目 優勝 7–1 | x                  | 東序二段24枚目 2–3      | 東序二段32枚目 2–3 |
| 1945年 （昭和20年） | x                       | x                  | 東序二段19枚目 優勝 5–0 | 東三段目8枚目 2–3  |
| 1946年 （昭和21年） | x                       | x                  | x                       | 西三段目13枚目 2–5 |
| 1947年 （昭和22年） | x                       | x                  | 西三段目28枚目 4–1      | 西三段目7枚目 3–3  |
| 1948年 （昭和23年） | x                       | x                  | 西三段目3枚目 5–1       | 西幕下18枚目 4–2   |
| 1949年 （昭和24年） | 西幕下8枚目 6–6         | x                  | 西幕下5枚目 8–7         | 西幕下3枚目 7–8    |
| 1950年 （昭和25年） | 西幕下4枚目 3–12        | x                  | 東幕下13枚目 8–7        | 東幕下12枚目 8–7   |
| 1951年 （昭和26年） | 東幕下9枚目 8–7         | x                  | 西幕下7枚目 優勝 12–3   | 東十両12枚目 7–8   |
| 1952年 （昭和27年） | 東十両14枚目 8–7        | x                  | 西十両11枚目 5–10       | 東十両18枚目 4–11  |
| 1953年 （昭和28年） | 東幕下5枚目 11–4        | 西十両16枚目 4–7–4 | 東幕下2枚目 休場 0–0–8  | 東幕下9枚目 2–6    |
| 1954年 （昭和29年） | 東幕下16枚目 引退 0–0–8 | x                  | x                       | x                  |
| 各欄の数字は、「勝ち-負け-休場」を示す。 優勝 引退 休場 十両 幕下 三賞：敢=敢闘賞、殊=殊勲賞、技=技能賞 その他：★=金星 番付階級：幕内 - 十両 - 幕下 - 三段目 - 序二段 - 序ノ口 幕内序列：横綱 - 大関 - 関脇 - 小結 - 前頭（「#数字」は各位内の序列） |                         |                    |                         |                    |

## 改名歴
- 石岡 広司（いしおか ひろし）1942年1月場所 - 1943年5月場所
- 石岡 宏司（いしおか ひろし）1944年1月場所 - 1946年11月場所
- 大日山 廣司（おおひやま ひろし）1947年1月場所 - 1954年1月場所